# Beethoven – Sonaty op. 5, Wariacje WoO 45
Beethoven: Sonatas Op. 5 / Variations WoO 45 lub krócej Beethoven: Sonaty op. 5, czasem spotykana robocza nazwa Ludwig van Beethoven – Sonaty wiolonczelowe – album muzyki kameralnej z sonatami wiolonczelowymi i wariacjami Beethovena, w wykonaniu Jarosława Thiela na wiolonczeli i Katarzyny Drogosz na pianoforte, wydany przez Narodowe Forum Muzyki i CD Accord Music Edition (numery katalogowe: NFM 33, ACD 225). Płyta uzyskała nominację do Fryderyka 2018 w kategorii Album Roku Muzyka Dawna.

## Lista utworów
Opracowano na podstawie materiału źródłowego.
I. Sonata F-dur op. 5 nr 1 na fortepian i wiolonczelę
- 1. Adagio sostenuto – Allegro [16:18]
- 2. Rondo: Allegro vivace [6:58]

II. Sonata g-moll op. 5 nr 2 na fortepian i wiolonczelę
- 3. Adagio sostenuto ed espressivo – Allegro molto più tosto presto [14:44]
- 4. Rondo: Allegro [8:45]

III.
- 5. 12 Wariacji G-dur na temat See, the conqu’ring hero comes z oratorium Hänadla Juda Machabeusz WoO 45 [11:41]